# Município de Clear Creek (condado de Warren, Ohio)
Localização do Ohio nos E.U.A.
O município de Clear Creek (em inglês: Clear Creek Township) é um município localizado no condado de Warren no estado estadounidense de Ohio. No ano 2018 tinha uma população de 32.407 habitantes.

## Geografia
O município de Clear Creek encontra-se localizado nas coordenadas 39° 31′ 43″ N, 84° 12′ 14″ O. Segundo a Departamento do Censo dos Estados Unidos, o município tem uma superfície total de 118.29 km², da qual 118.25 km² correspondem a terra firme e (0.03%) 0.04 km² é água.

## Demografia
Segundo o censo de 2018, tinha 32.407 pessoas residindo no município de Clear Creek.